# Astatoreochromis straeleni
Astatoreochromis straeleni là một loài cá thuộc họ Cichlidae. Nó được tìm thấy ở Burundi, Cộng hòa Dân chủ Congo, Tanzania, và Zambia.
Môi trường sống tự nhiên của nó là các con sông. Nó không được IUCN xem là loài bị đe dọa.